# Nesopelops transversus
Nesopelops transversus är en kvalsterart som först beskrevs av Balogh 1970.  Nesopelops transversus ingår i släktet Nesopelops och familjen Phenopelopidae. Inga underarter finns listade i Catalogue of Life.